# Mycosphaerella densa
Mycosphaerella densa är en svampart som tillhör divisionen sporsäcksvampar, och som först beskrevs av Emil Rostrup, och fick sitt nu gällande namn av Jens Wilhelm August Lind. Mycosphaerella densa ingår i släktet Mycosphaerella, och familjen Mycosphaerellaceae. Arten är reproducerande i Sverige.